# Mirosław Karauda
Mirosław Karauda (ur. 29 lipca 1956 w Szczecinie) – polski duchowny Kościoła Adwentystów Dnia Siódmego w RP, od 1991 pastor i organizator Zboru Łódź-Górna, w latach 2003–2008 pełnił funkcję dyrektora ds. młodzieży przy Zarządzie Kościoła Adwentystów Dnia Siódmego w RP, zaś w latach 2011–2015 był przewodniczącym Diecezji Wschodniej Kościoła.

## Życiorys
Syn pastora Stanisława Karaudy – przewodniczącego Diecezji Wschodniej w latach 1979–1985 oraz współorganizatora zboru w Szczecinie. Na przewodniczącego diecezji wybrany 20 maja 2011, podczas XXV Synodu Diecezji Wschodniej Kościoła Adwentystów Dnia Siódmego w RP, w Warszawie. Na stanowisku zastąpił pastora Jarosława Dzięgielewskiego. Urząd pełnił do maja 2015 kiedy podczas Walnego Zjazdu Delegatów Diecezji Wschodniej na nowego przewodniczącego wybrano Piotra Stachurskiego. Od 2019 jest ponownie przewodniczącym Diecezji Wschodniej.
Był organizatorem i konferansjerem XXX Festiwalu Hosanna w Częstochowie.
Żona Klaudia jest nauczycielką-polonistką. Ma dwóch synów – Łukasza i Tomasza.